# Адамантандиазирин
Адамантандиазирин — органическое спиросоединение, являющееся производным адамантана и относящееся к классу диазиринов. Используется в органическом синтезе как предшественник карбена и электрофильный источник азота.

## Получение
Адамантандиазирин недоступен коммерчески. Исходным соединением для его синтеза служит адамантанон. Вначале его перемешивают с аммиаком в метаноле, а затем к смеси по каплям прибавляют гидроксиламин-О-сульфокислоту в метаноле. После водной обработки получается адамантандиазиридин, который затем окисляют оксидом хрома(VI) в серной кислоте либо раствором гипохлорита натрия, получая диазирин.

## Строение и физические свойства
Адамантандиазирин растворим в большинстве органических растворителей. В протонном ЯМР-спектре (в дейтерохлороформе) он даёт резонансные сигналы при 2,10-2,04 м. д. (мультиплет, 6Н), 1,82-1,75 (мультиплет, 6Н) и 0,65 м. д. (синглет, 2Н).

## Химические свойства
Основным свойством и применением адамантандиазирина является генерирование карбена адамантилидена при термическом либо фотохимическом разложении. Образовавшийся карбен находится в синглетном состоянии и живёт достаточно долгое время, поскольку из-за его геометрии внутримолекулярные перегруппировки затруднены. В некоторых условиях происходит изомеризация адамантандиазирина в диазоадамантан.
Относительные скорости превращения в карбен и диазосоединение изучалось при помощи реакции с фуллереном С60, который реагирует и с той, и с другой частицей, давая разные продукты. Оказалось, что при пиролизе образуется преимущественно карбен, а при фотолизе карбен и диазосоединение образуются с одинаковой скоростью.
Адамантандиазирин, меченный атомом трития, использовали как фотоаффинную метку для различных белков для изучения их топологии.
При фотолизе адамантандиазирина в присутствии алкенов с хорошим выходом происходит присоединение адамантилидена по двойной связи и образование циклопропанов. Быстрее протекает присоединение к электронодефицитным алкенам. В некоторых случаях с реакцией циклопропанирования конкурирует процесс С–Н-внедрения.